# Cầu Trisanna
Cầu Trisanna (Tiếng Đức: Trisannabrücke) là một cây cầu cạn dài 211 mét nối với tuyến đường sắt Arlberg bắc qua sông Trisanna nằm ở phía tây nam của Pians, Landeck (Tirol) ở Áo. Cây cầu bắc qua thung lũng Paznaun và hẻm núi Trisanna, là một phần của một trong những tuyến đường sắt Đông -Tây quan trọng nhất qua dãy Anpơ.
Vào thời điểm nó được hoàn thành vào năm 1884, nó là cây cầu bằng thép dài nhất trên thế giới. Nó vẫn được nhiều người xem là một trong những cây cầu đẹp nhất ở Áo, có góc nhìn toàn cảnh ra phần phía Đông của Lâu đài Wiesberg. Cùng với lâu đài trên, cây cầu này đã trở thành bối cảnh cho hàng nghìn ảnh chụp đường sắt.

## Địa lý
Đường sắt Arlberg là một trong hai tuyến đường sắt kết nối Đông - Tây đi qua vùng Trung Đông Anpơ, và do đó, tuyến đường này có tầm quan trọng rất lớn. Cây cầu nằm giữa ga Pians và ga Strengen, thuộc Tirol của Áo. Địa hình xung quanh cây cầu có nhiều núi, đỉnh núi gần nhất là Hoher Riffler cao 3.168 mét.
Do đường sắt có độ dốc lớn nên mặt cầu được thi công trên độ dốc là 26%.

## Lịch sử

### Cây cầu đầu tiên (1882-1922)
Cây cầu đầu tiên được xây dựng cùng với việc xây dựng tuyến đường sắt Arlberg từ năm 1882 đến năm 1884. Cấu trúc cây cầu này tương tự như cây cầu hiện tại, và bao gồm các mái vòm cao 55 mét (180 ft) hỗ trợ nhịp chính, nó là một cầu giàn dài 120 mét (390 ft) được xây dựng bằng sắt. Cây cầu do Julius Lott, người xây dựng tuyến đường sắt Arlberg và là người đã giao cho chuyên gia người Viên Ludwig Huss thiết kế và xây dựng cây cầu.

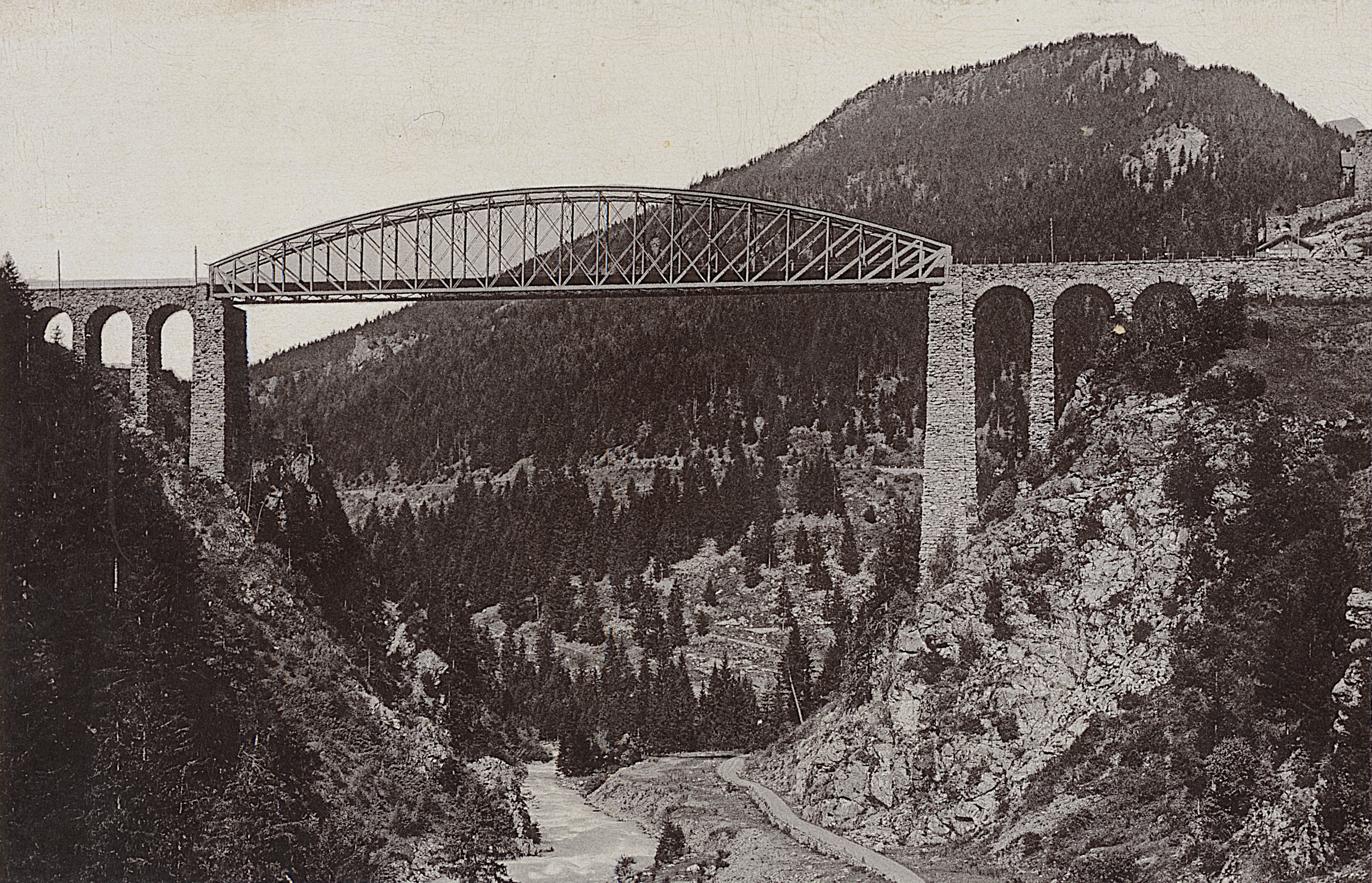
Cây cầu đầu tiên được chụp lại vào năm 1895

Huss đã gặp nhiều khó khăn, bao gồm cả vị trí đồi núi hiểm trở và cần phải đảm bảo cây cầu có thể chịu được lực phanh đáng kể của những đoàn tàu đi xuống thung lũng. Hơn 400 công nhân đã được thuê  để xây dựng cây cầu và cây cầu đã chính thức được thông xe vào ngày 21 tháng 9 năm 1884.
Cầu đã được gia cố lại nhiều lần vào đầu thế kỷ 20, đặc biệt là vào năm 1908 do tải trọng tàu hỏa ngày càng tăng. Vào năm 1914 đã có kế hoạch thay thế cây cầu bằng một cây cầu vòm bê tông và có thể di chuyển vị trí của cây cầu, tuy nhiên sự nổ ra của Chiến tranh thế giới thứ nhất đã làm cho kế hoạch không thể thực hiện được.

### Cây cầu thứ hai (1922-1964)

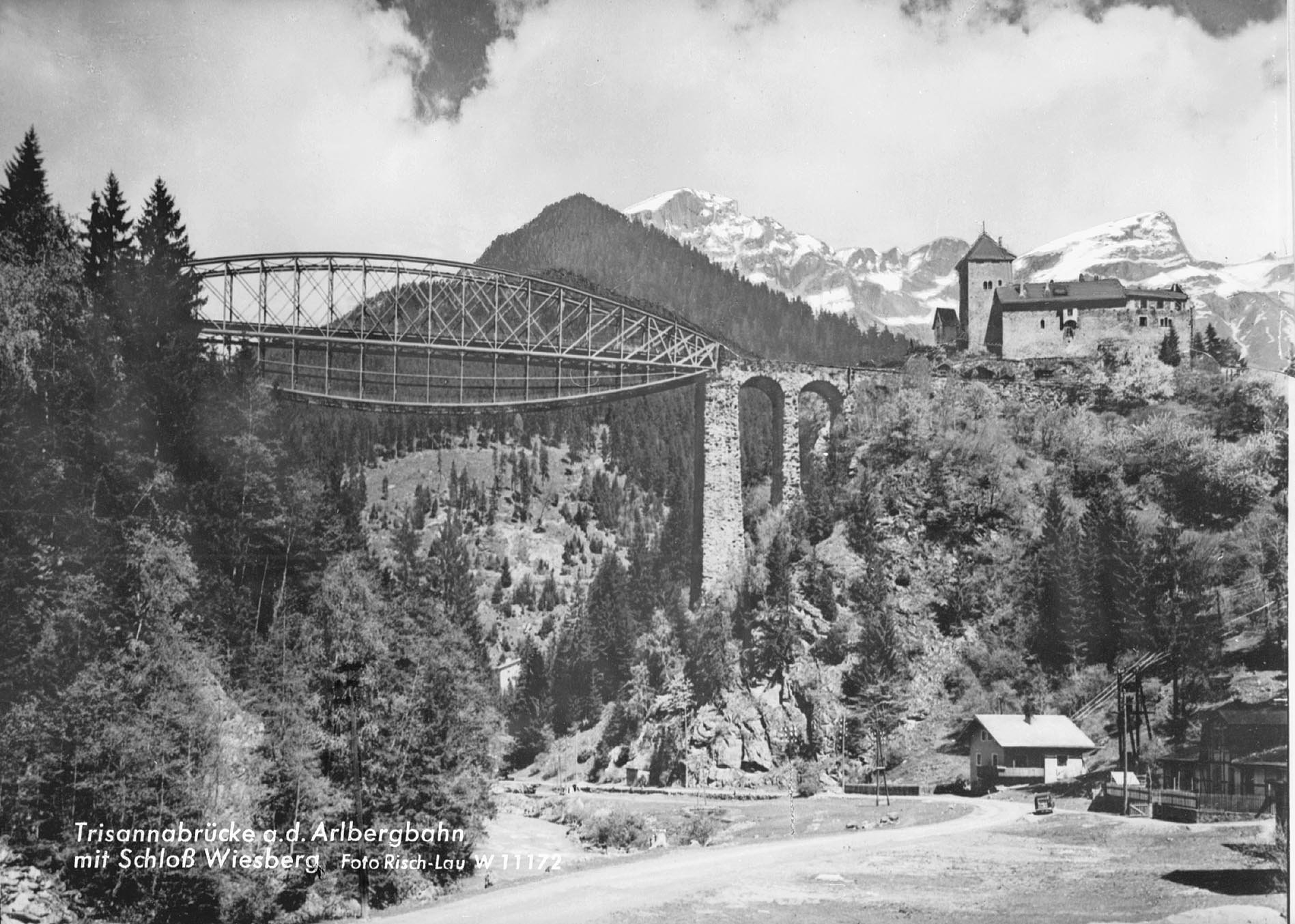
Cây cầu thứ hai sau khi lắp đặt phần giàn, được chụp lại vào năm 1958.

Đường sắt Arlberg đã được điện khí hóa theo từng giai đoạn trong những năm 1920, theo đó, những chuyến tàu nặng hơn và dài hơn có thể đi qua. Nhịp chính của cây cầu được gia cố bằng cách biến nó thành cầu giàn, có biệt danh là "bụng cá" do hình dáng đặc biệt của nó. Các vòm chống đỡ cũng được sửa trong lần trùng tu này bằng cách bơm vữa xi măng vào các vết nứt và kẽ hở khác nhau đã phát sinh kể từ khi xây dựng.
Để xây dựng phần giàn mới và để hỗ trợ mặt cầu khi đang xây dựng, bốn trụ giàn giáo bằng gang khổng lồ, mỗi trụ khoảng 75 mét được xây dựng ở phần đáy của thung lũng. Các trụ giàn giáo đã hoàn thành, sau đó được ghép lại với nhau để tạo thành một trụ giàn giáo khổng lồ, nặng khoảng 1.359 tấn (1.359.000 kg). Phần giàn mới đã được bổ sung vào mặt dưới của mặt đường tàu, nặng khoảng 732 tấn (732.000 kg).

### Xây dựng lại năm 1964 và cây cầu hiện nay

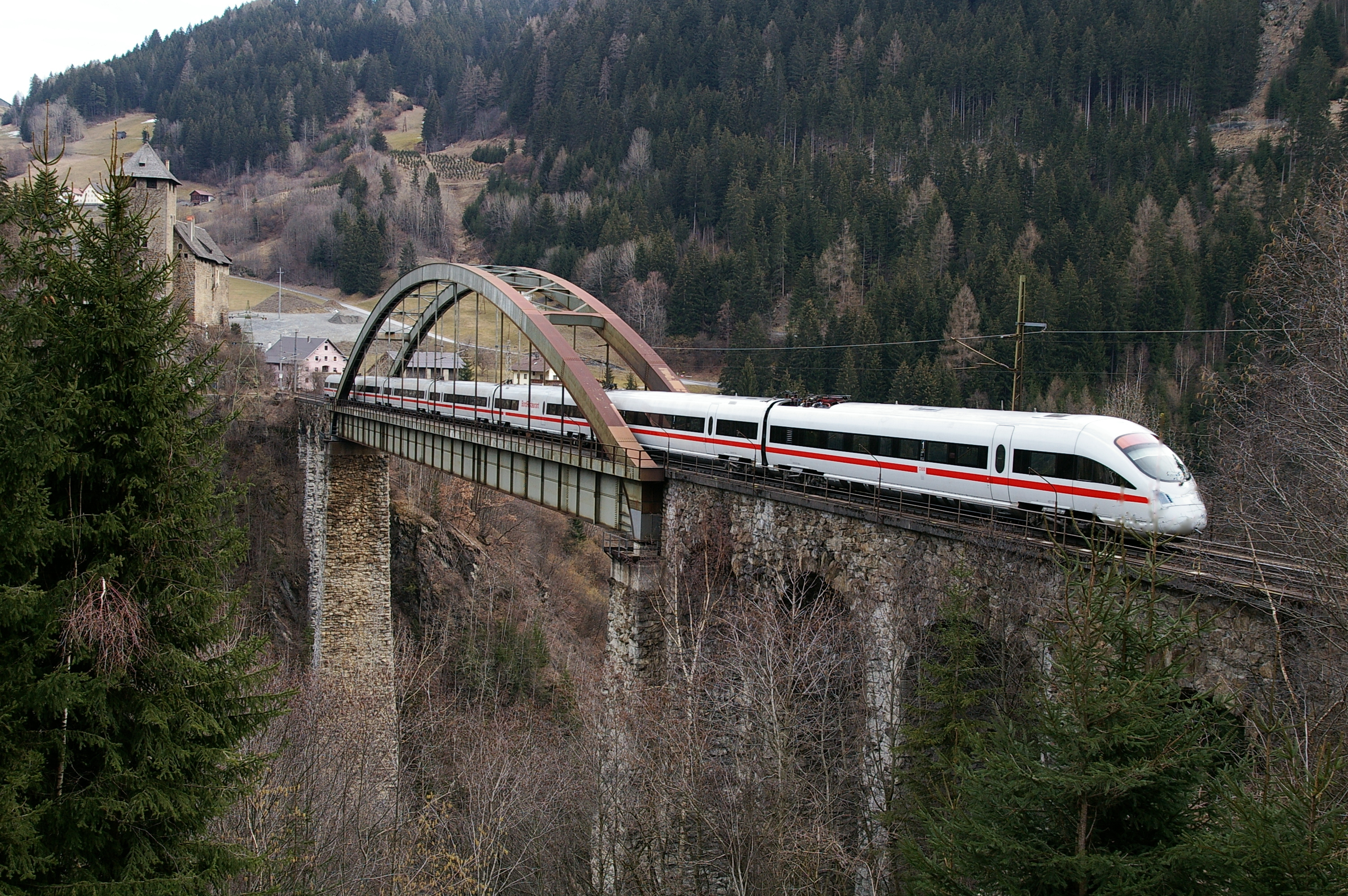
Một đoàn tàu cao tốc ICE T đi qua cây cầu hiện nay.

Đến năm 1964, những yêu cầu của giao thông đường sắt hiện đại có nghĩa rằng cây cầu này không  còn khả năng để vận chuyển nhiều chuyến tàu địa phương, liên tỉnh và xuyên quốc gia mà trên tuyến đường sắt Arlberg, vì vậy Waagner-Biro đã ký hợp đồng để thay thế nhịp chính, và gia cố trụ cầu hỗ trợ nó. Để không làm gián đoạn quá trình lưu thông của tuyến đường sắt, nhịp chính mới đã được xây dựng trên một bệ nâng cao gần 90 mét (300 ft) ở đáy thung lũng song song với cây cầu. Khi nhịp mới được hoàn thành, đường sắt bị tạm dừng để phục vụ cho việc nhịp mới trượt ngang lên các trụ xây và việc dỡ bỏ nhịp cũ. Bất chấp sự khó khăn của nhiệm vụ, nó đã được hoàn thành chỉ trong 11 giờ vào ngày 16 tháng 11 năm 1964 và tuyến đường sắt được mở cửa trở lại.
Kể từ năm 1964, cây cầu không được sự quan tâm lớn. Sau khi gia cố các trụ xây ban đầu, cây cầu tiếp tục đỡ các trụ từ xây dựng năm 1882.

## Thông tin
- Chiều cao đến mặt đường: 86 mét (282 ft) [6]
- Nhịp chính: 120 mét (390 ft) [6] [1]
- Tổng chiều dài: 211 mét (692 ft) [6]
- Chiều cao của vòm chính: 15 mét (49 ft)
- Trọng lượng của vòm: 720 tấn